# Rothmannsthal
Rothmannsthal ist ein Stadtteil der bayerischen Kreisstadt Lichtenfels.

## Geographie und Verkehrsanbindung
Das Kirchdorf liegt südöstlich der Kernstadt Lichtenfels. Südlich vom Ort verläuft die Staatsstraße 2210.

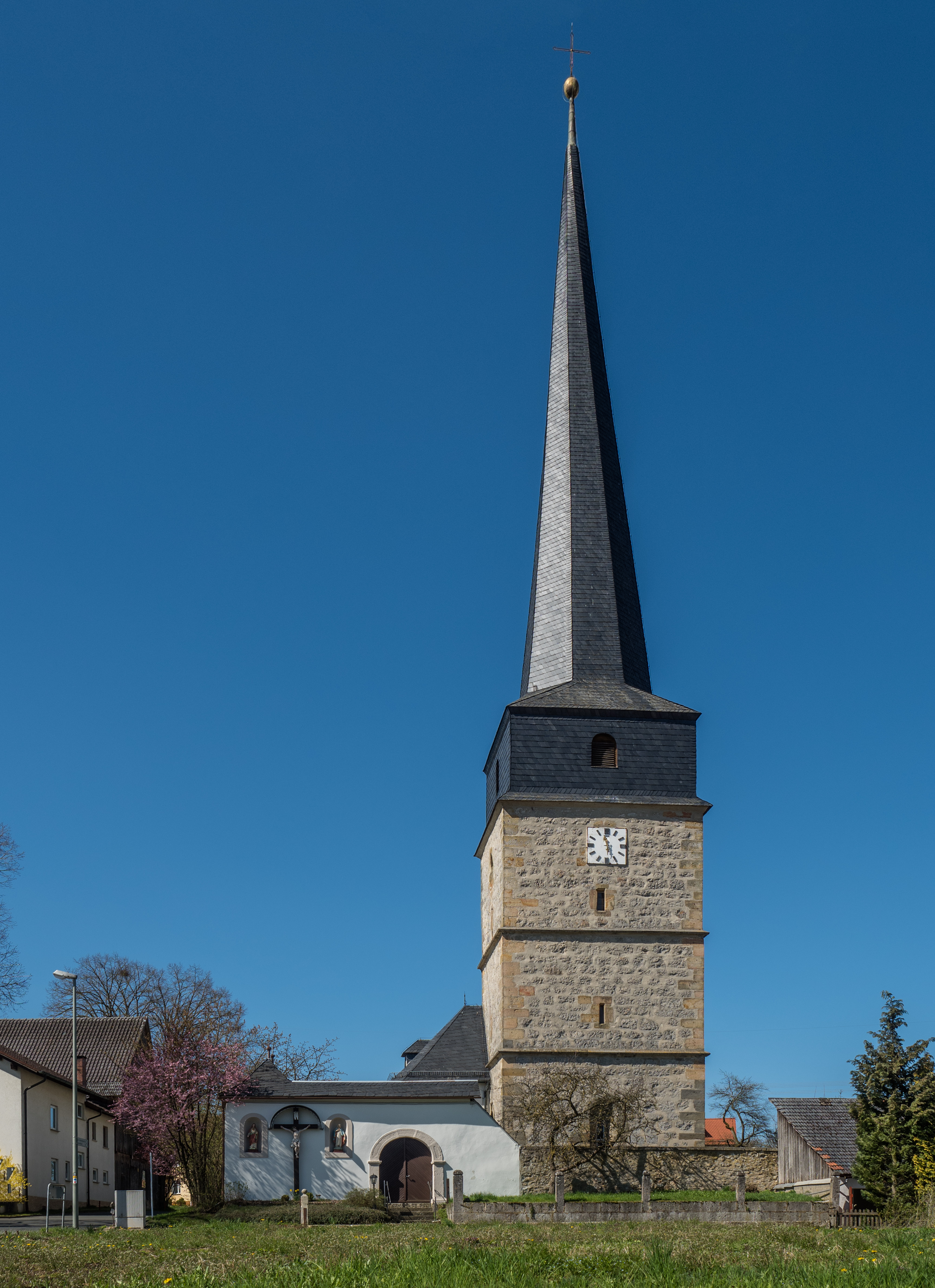
Katholische Kuratiekirche Aufnahme Mariens in den Himmel

## Geschichte
Die erste urkundliche Erwähnung war 1244 als Rodewanstal. Die Gemeinde Rothmannsthal entstand im Jahr 1864 durch Ausgliederung aus der Gemeinde Arnstein. Die Eingliederung in die Stadt Lichtenfels erfolgte 1978.

## Sehenswürdigkeiten
Die Bayerische Denkmalliste weist für Rothmannsthal acht Baudenkmäler aus.